# Gourville (acteur)
Pour les articles homonymes, voir Gourville.
Léopold-Ignace Haudicquer, dit Gourville, est un acteur français né à Amiens le 2 juillet 1714.
Connu d'abord comme peintre, il devient secrétaire du duc de La Force puis entame une carrière de comédien. Il est à Bordeaux en 1750, où naît sa fille Angélique, avant d'arriver à Bruxelles l'année suivante. Engagé au Théâtre de la Monnaie pour y tenir les premiers rôles avec sa femme, il en devient codirecteur en 1757 avec D'Hannetaire, puis seul directeur de 1759 à 1763.
Le 6 octobre 1757, il débute à la Comédie-Française de Paris dans L'Avare de Molière. L'année suivante, on le voit dans la troupe de Favart à la Foire Saint-Germain.
Quittant le Théâtre de la Monnaie en 1763, Gourville joue à Lyon l'année suivante, puis à Bordeaux de 1771 à 1773. Pour la direction de ce théâtre, il rédige un Discours sur la formation d'une bonne troupe de Comédie. Après un passage à Metz, il dirige le théâtre de Nantes de 1774 à 1778, puis est régisseur de la troupe de Brest l'année suivante.
De retour à Bruxelles, il y tient les rôles de paysan, manteau et financier de 1783 à 1785. Il termine vraisemblablement sa carrière à Nantes, où il joue encore les rôles de paysan et financier de 1788 à 1795.
Sa fille Angélique sera également comédienne en province et dans les Pays-Bas autrichiens, et elle débutera à la Comédie-Italienne en 1770.